# Sojuz TMA-10
Sojuz TMA-10 (ryska: Союз ТMA-10) var en flygning i det ryska rymdprogrammet. Flygningen gick till Internationella rymdstationen. Farkosten sköts upp från Kosmodromen i Bajkonur med en Sojuz-FG-raket den 7 april 2007. Man dockade med ISS den 9 april 2007.
Den 27 september 2007 flyttades farkosten från nadirporten på Zarja-modulen till akterporten på Zvezda-modulen.
Efter att ha tillbringat 196 dagar i rymden lämnade farkosten rymdstationen den 21 oktober 2007. Några timmar senare återinträdde den i jordens atmosfär och landade i Kazakstan.
I och med att farkosten lämnade rymdstationen var Expedition 15 avslutad.

## Rymdturist
Rymdturisten Charles Simonyi sköts upp med Sojuz TMA-10 och landade senare med Sojuz TMA-9.